# Shcherbakov Shche-2
Shcherbakov Shche-2 (tiếng Nga: Ще-2), còn gọi là TS-1 và biệt danh là "Pike", là một loại máy bay thông dụng hai động cơ của Liên Xô, do Alexei Shcherbakov thiết kế, OKB-47 chế tạo.

## Quốc gia sử dụng

### Dân sự
Liên Xô
- Aeroflot

### Quân sự
Ba Lan
- Không quân Ba Lan

 Liên Xô
- Không quân Xô viết

 Nam Tư
- Không quân SFR Nam Tư

## Tính năng kỹ chiến thuật (Shche-2)
Dữ liệu lấy từ 
Đặc tính tổng quan
- Kíp lái: 2
- Sức chứa: 16 lính hoặc 11 cáng tải thương
- Chiều dài: 14,27 m (46 ft 10 in)
- Sải cánh: 20,54 m (67 ft 5 in)
- Diện tích cánh: 64 m2 (690 foot vuông)
- Trọng lượng rỗng: 2.235 kg (4.927 lb)
- Trọng lượng cất cánh tối đa: 3.700 kg (8.157 lb)
- Động cơ: 2 × Shvetsov M-11d , 86 kW (115 hp) mỗi chiếc
- Cánh quạt: 2-lá

Hiệu suất bay
- Vận tốc cực đại: 155 km/h (96 mph; 84 kn)
- Tầm bay: 980 km (609 mi; 529 nmi)
- Trần bay: 3.000 m (9.843 ft)
- Vận tốc lên cao: 1,20 m/s (236 ft/min)
- Tải trên cánh: 53 kg/m2 (11 lb/foot vuông)
- Công suất/khối lượng: 0.05 kW/kg (0.03 hp/lb)